# Уэйк, Уильям
Уильям Уэйк (англ. William Wake; Бландфорд-Форум, Дорсет, 26 января 1657 — Ламбет, 24 января 1737) — епископ Линкольнский (1705-1716), 82-й архиепископ Кентерберийский (1716—1737).

## Биография

### Ранние годы
Уильям Уэйк был сыном полковника королевской армии Уильяма Уэйка и Эми Катлер. Его отец, дед и дядя подвергались тюремному заключению в период революции за верность Карлу I и Карлу II. В шестилетнем возрасте Уильям поступил в бландфордскую бесплатную школу, позднее перевёлся в Ивернскую частную. В 1673 году он поступил в колледж Крайст-Чёрч Оксфордского университета и в 1675 году стал студентом (должность, аналогичная должности преподавателя-ассистента в других колледжах), в 1676 году получил степень бакалавра искусств, а в 1679 — магистра искусств. Затем он вернулся в Дорсет и стал фермером, но в 1681 году был посвящён в дьякона, а в 1682 — рукоположён в священника. Спустя короткое время Уэйк был назначен одним из четырёх «лекторов» (помощников настоятеля) прихода Святого Мартина в Оксфорде.

### В Париже и Лондоне
В 1682 году Ричард Грэхем, первый виконт Престон принял Уэйка на должность капеллана английского посольства во Франции, где он оставался до 1685 года. Под впечатлением от близкого знакомства с католицизмом Уэйк написал свой первый богословский труд An Exposition of the Doctrine of the Church of England («Изложение доктрины Церкви Англии»), ставший ответом на работу епископа Боссюэ Exposition de la doctrine de l'église catholique («Изложение доктрины католической церкви»). Это исследование было опубликовано Уэйком по возвращении в 1686 году в Англию, где уже правил Яков II, стремившийся возродить в стране католические традиции. Уильям вошёл в общество влиятельных деятелей церкви, включая Томаса Тенисона, и в 1688 году был избран проповедником общества Грейс Инн, работал секретарём в комиссии по пересмотру литургии с целью поиска компромисса с пресвитерианами. В период войны Аугсбургской лиги 1688—1697 годов он проявил себя как сторонник протестантского союза в Европе против посягательств католических монархий вообще и Людовика XIV в частности на права и свободы протестантов.
После Славной революции Уэйк в 1688 году был рекомендован Вильгельму Оранскому в числе священнослужителей, проявивших себя с наилучшей стороны в правление Якова II, после чего стал одним из королевских капелланов при дворе Вильгельма Оранского и Марии, заместителем клирика Кабинета и каноником оксфордского колледжа Крайст-Чёрч, но при этом последовательно отказывался занимать должности, которые освобождались после удаления «нонджуроров», не признававших легитимности правящего дуумвирата. Уйэк выступил горячим сторонником Акта о веротерпимости 1689 года, в 1695 году он стал ректором лондонской церкви Сент-Джеймс и продолжал публиковать богословские труды. В 1697 году Уильям Уэйк издал Authority of Christian Princes, в котором разъяснял разницу между парламентом и церковным собором, положив таким образом начало дискуссии с Фрэнсисом Аттербери. В 1701 году Уэйк согласился оставить должность в колледже Крайст-Чёрч и стал деканом в Экзетере, благодаря чему разрядил напряжённость в отношениях с архиепископом Тенисоном. Уэйк известен также как историк: опубликованное в 1703 году его исследование State of the Church and Clergy of England («Состояние церкви и духовенства в Англии») сохраняло актуальность вплоть до XX века.

### Епископ Линкольнский
21 октября 1705 года Уильям Уэйк прошёл обряд посвящения в епископа Линкольнского, хотя по политическим соображениям и тори, и виги стремились затормозить процедуру его назначения на кафедру. Он прибыл в свою епархию, занял епископский дворец в Бакдене (Линкольншир) и следующие десять лет находился в центре влиятельной группы, окружавшей Тенисона, регулярно встречаясь с видными политиками-вигами, присутствовал на заседаниях Палаты лордов и церковных конвокаций. В 1710 году выступил на процессе Генри Сакверелла с речью в защиту веротерпимости. За время пребывания в должности епископа до 1715 года совершил множество поездок по епархии, в ходе каждой из них рассылал по приходам письменные запросы о положении клира и прихожан. В 1714 году умерла королева Великобритании Анна, чьё правительство тори, по убеждению Уэйка, своей бескомпромиссностью в вопросах веры представляло угрозу спокойствию церкви Англии.

### Архиепископ Кентерберийский
16 января 1716 года был утверждён перевод Уильяма Уэйка на Кентерберийскую архиепископскую кафедру. Уже в июне 1716 года новый архиепископ неожиданно для вигов выступил в Палате лордов против Билля о ризничных собраниях, призванного отстранить священнослужителей от управления хозяйственной и финансовой деятельностью приходов. В 1717 году к власти пришло министерство Стэнхоупа — Сандерленда, склонное проводить более либеральную церковную политику, и теперь Уэйк защищал церковь от распространения крайних латитудинарианских взглядов. В частности, епископ Бангорский Бенджамин Хоадли прочитал перед королевским двором в часовне Сент-Джеймсского дворца проповедь «О природе Царства или Церкви Христа» (Of the Nature of the Kingdom or Church of Christ), которую при желании можно было трактовать и как призыв отказаться от церковной структуры как таковой. Уэйк также выступал против отмены Акта о присяге, но к концу 1717 году в среде так называемых «церковных вигов», считавшихся союзниками архиепископа, произошёл раскол. Группа епископов во главе с епископом Линкольнским Эдмундом Гибсоном признала доводы правительства о необходимости уступок диссентерам и, вопреки позиции архиепископа, выступила за отмену Акта о схизме 1714 года и Акта о временном конформизме 1711 года. Спустя некоторое время Уэйк опирался в Плате лордов уже в основном на поддержку тори, а отношения с двором Георга I осложнились (архиепископ, к тому же, явно занимал сторону принца Уэльского, будущего Георга II, в его конфликте с отцом). К 1719 году Уильям Уэйк находился уже в абсолютной опале и утратил всякое политическое влияние. В 1721 году его привлекли к попытке провести через парламент Билль о богохульстве, в 1722 году почти при полном отсутствии поддержки со стороны церковных вигов он выступил против Акта о подтверждении прав квакеров, в 1724, при поддержке большинства епископов, выступил с протестом против маскарадов. В 1727 году Георг I умер, но надежды Уэйка на усиление его позиций при дворе не оправдались. Последние годы жизни он провёл в Ламбетском дворце, посвятив себя заботам по управлению архиепархией при помощи своего секретаря Джона Линча.
В 1736 году Уэйк отказался участвовать в голосовании по Биллю о квакерской церковной десятине, который в итоге был провален.
Уильям Уэйк умер 24 января 1737 года в Ламбете и был похоронен 9 февраля в рядом с могилой его жены в Кройдонской приходской церкви.

## Семья
В 1688 году Уильям Уэйк женился на Этельреде, дочери сэра Уильяма Ховелла из Хиллингтон Холла в Норфолке (она умерла в 1731 году). Брак состоялся при содействии будущего архиепископа Йоркского Томаса Шарпа, что свидетельствовало о влиянии Уэйка в кругах церковной оппозиции политике Якова II. У супругов было шесть дочерей: Эми, Этельред, Эстер, Дороти и Магдален вышли замуж за представителей светской знати, а младшая, Мэри — за протеже своего отца декана Кентербери Джона Линча.